# Universidad nacional de Fiyi
La Universidad nacional de Fiyi (en inglés: Fiji National University) se formó en 2010 como resultado de la fusión de seis instituciones en Fiyi, a saber, el Instituto de Tecnología de Fiyi,  Escuela de Enfermería de Fiyi, Colegio de Educación Avanzada de Fiyi, Lautoka Teachers College, Escuela de Medicina de Fiyi y el Colegio de Agricultura de Fiyi. En la actualidad está dirigido por el vicerrector Dr. Ganesh Chand, que ha sido un académico de la Universidad del Pacífico Sur y también fundador de la Universidad de Fiyi. La UNF ahora tiene campus y centros en 33 localidades de todo el país, desarrollando un total de aproximadamente 30 diferentes cursos y programas con una plantilla de más de 1800 personas y en enero de 2012, alcanzando una matrícula récord de más de 20.000 estudiantes.